# Persone di nome Maddalena
| Questa pagina contiene informazioni ricavate automaticamente dalle voci biografiche con l'ausilio del template Bio e di un bot. L'aggiornamento è periodico e automatico e ricostruisce completamente la pagina. Se manca una persona in questa lista, sei pregato di non aggiungerla, ma accertati piuttosto che la sua voce biografica contenga il template Bio e che i dati anagrafici siano correttamente compilati. Se il template Bio manca, inseriscilo tu stesso o, in alternativa, metti l'avviso {{tmp\|Bio}} che ne segnala la mancanza. Se i dati riportati sono sbagliati, correggi direttamente la voce biografica; le modifiche saranno visibili in questa lista entro pochi giorni. Per chiarimenti vedi il progetto antroponimi. La lista contiene solo le 76 persone che sono citate nell'enciclopedia e per le quali è stato implementato correttamente il template Bio. Pagina aggiornata al 6 ago 2025. |

Questa è una lista di persone presenti nell'enciclopedia che hanno il nome Maddalena, suddivise per attività principale.

## Attrici(5)
- Maddalena Balsamo, attrice italiana (Bari, n. 1961)
- Maddalena Crippa, attrice italiana (Besana in Brianza, n. 1957)
- Maddalena Ferrara, attrice e modella italiana (Chiaromonte, n. 1982)
- Maddalena Gillia, attrice italiana (Roma, n. 1945)
- Maddalena Maggi, attrice cinematografica, attrice teatrale e regista teatrale italiana (Bari, n. 1974)

## Attrici teatrali(3)
- Maddalena Gallina, attrice teatrale italiana (Cremona, n. 1770 - Cremona, † 1817)
- Maddalena Marliani-Raffi, attrice teatrale italiana (Roma, n. 1720)
- Maddalena Pelzet, attrice teatrale italiana (Firenze, n. 1801 - Firenze, † 1854)

## Calciatrici(3)
- Maddalena Cettolin, calciatrice italiana (n. 1992)
- Maddalena Paolillo, calciatrice italiana (Barletta, n. 1995)
- Maddalena Porcarelli, calciatrice italiana (Jesi, n. 2000)

## Cestiste(1)
- Gaia Gorini, cestista italiana (Roma, n. 1992)

## Compositrici(2)
- Maddalena Casulana, compositrice, cantante e liutista italiana (Casole d'Elsa, n. 1544 - † 1599)
- Maddalena Laura Sirmen, compositrice e violinista italiana (Venezia, n. 1745 - Venezia, † 1818)

## Conduttrici televisive(1)
- Maddalena Corvaglia, conduttrice televisiva e showgirl italiana (Galatina, n. 1980)

## Doppiatrici(1)
- Maddalena Vadacca, doppiatrice italiana (Milano, n. 1965)

## Editrici(1)
- Maddalena Di Giacomo, editrice e gallerista italiana (Roma, n. 1950 - Roma, † 2016)

## Filosofe(1)
- Maddalena Mazzocut-Mis, filosofa e drammaturga italiana (n. 1964)

## Giuriste(1)
- Maddalena Buonsignori, giurista italiana (Bologna - † 1396)

## Miniatrici(1)
- Maddalena Corvina, miniatrice e pittrice italiana (n. 1607 - † 1664)

## Modelle(1)
- Maddalena Antognetti, modella italiana (Roma, n. 1579)

## Nobildonne(8)
- Maddalena d'Asburgo, nobildonna (Innsbruck, n. 1532 - Hall in Tirol, † 1590)
- Maddalena Sibilla di Hohenzollern, nobildonna (Königsberg, n. 1586 - Dresda, † 1659)
- Maddalena Guglielmina di Württemberg, nobildonna (Stoccarda, n. 1677 - Durlach, † 1742)
- Maddalena di Baviera, nobildonna tedesca (n. 1388 - † 1410)
- Maddalena di Lippe, nobildonna tedesca (Detmold, n. 1552 - Darmstadt, † 1587)
- Maddalena Sanseverino, nobildonna italiana (n. 1520 - † 1551)
- Maddalena d'Hohenzollern, nobildonna tedesca
- Maddalena di Lorenzo de' Medici, nobildonna italiana (Firenze, n. 1473 - Roma, † 1519)

## Nobili(15)
- Maddalena Augusta di Anhalt-Zerbst, nobile (Zerbst, n. 1679 - Altenburg, † 1740)
- Maddalena Sibilla d'Assia-Darmstadt, nobile tedesca (Darmstadt, n. 1652 - Kirchheim unter Teck, † 1712)
- Maddalena Bagarotta Lodron, nobile italiana
- Maddalena Buondelmonti, nobile
- Maddalena Gonzaga, nobile italiana (Mantova, n. 1472 - Pesaro, † 1490)
- Maddalena Caterina del Palatinato-Zweibrücken, nobile tedesca (Zweibrücken, n. 1607 - Strasburgo, † 1648)
- Maddalena di Sassonia, nobile tedesca (Dresda, n. 1507 - Berlino, † 1534)
- Maddalena di Pierfrancesco de' Medici, nobile italiana (Firenze - Roma, † 1583)
- Maddalena di Neuenahr-Alpen, nobile tedesco (n. 1551 - † 1626)
- Maddalena Claudia del Palatinato-Zweibrücken-Birkenfeld, nobile tedesca (n. 1668 - Hanau, † 1704)
- Maddalena Salvetti Acciaiuoli, nobile e poetessa italiana (Firenze, n. 1557 - Firenze, † 1610)
- Maddalena Visconti, nobile (Milano, n. 1366 - Burghausen, † 1404)
- Maddalena di Baviera, nobile tedesca (Monaco di Baviera, n. 1587 - Neuburg an der Donau, † 1628)
- Maddalena Sibilla di Holstein-Gottorp, nobile tedesca (Castello di Gottorf, n. 1631 - Güstrow, † 1719)
- Maddalena di Waldeck, nobile tedesca (n. 1558 - † 1599)

## Pallanuotiste(1)
- Maddalena Musumeci, ex pallanuotista italiana (Catania, n. 1976)

## Patriote(2)
- Maddalena Cerasuolo, patriota, antifascista e operaia italiana (Napoli, n. 1920 - Napoli, † 1999)
- Maddalena Montalban Comello, patriota italiana (Conegliano, n. 1820 - Venezia, † 1869)

## Pittrici(1)
- Maddalena Nodari, pittrice italiana (Castel Goffredo, n. 1915 - Roma, † 2004)

## Poetesse(1)
- Maddalena Campiglia, poetessa italiana (Vicenza, n. 1553 - Vicenza, † 1595)

## Politiche(2)
- Maddalena Calia, politica italiana (Lula, n. 1958)
- Maddalena Morgante, politica italiana (Verona, n. 1981)

## Principesse(9)
- Maddalena di Brandeburgo, principessa tedesca (Berlino, n. 1582 - Darmstadt, † 1616)
- Maddalena di Hohenzollern, principessa (n. 1412 - Scharnebeck, † 1454)
- Maddalena di Jülich-Kleve-Berg, principessa (Kleve, n. 1553 - Meisenheim, † 1633)
- Maddalena Sibilla di Sassonia, principessa (Dresda, n. 1617 - Altenburg, † 1668)
- Maddalena di Brandeburgo, principessa (Tangermünde, n. 1460 - Burg Hohenzollern, † 1496)
- Maddalena di Valois, principessa (Tours, n. 1443 - Pamplona, † 1495)
- Maddalena di Svezia, principessa svedese (Ekerö, n. 1982)
- Maddalena di Valois, principessa francese (Saint-Germain-en-Laye, n. 1520 - Edimburgo, † 1537)
- Maddalena Sibilla di Sassonia-Weissenfels, principessa (Halle, n. 1648 - Gotha, † 1681)

## Religiose(6)
- Maddalena Albrici, religiosa italiana (Como, n. 1390 - Como, † 1465)
- Maddalena Sofia Barat, religiosa francese (Joigny, n. 1779 - Parigi, † 1865)
- Maddalena di Nagasaki, religiosa giapponese (Nagasaki, n. 1611 - Nagasaki, † 1634)
- Maddalena Morano, religiosa italiana (Chieri, n. 1847 - Catania, † 1908)
- Maddalena Panattieri, religiosa italiana (Trino, n. 1443 - † 1503)
- Maddalena di Canossa, religiosa e santa italiana (Verona, n. 1774 - Verona, † 1835)

## Sciatrici alpine(2)
- Maddalena Planatscher, ex sciatrice alpina italiana (Bressanone, n. 1979)
- Maddalena Silvestri, ex sciatrice alpina italiana (Livigno, n. 1955)

## Scrittrici(1)
- Maddalena Fingerle, scrittrice italiana (Bolzano, n. 1993)

## Soprani(2)
- Maddalena Allegranti, soprano italiano (n. 1754 - † 1829)
- Maddalena Mariani Masi, soprano italiano (Firenze, n. 1850 - Erba, † 1916)

## Umaniste(1)
- Maddalena Scrovegni, umanista italiana (Padova, n. 1356 - Venezia, † 1429)

## Velociste(1)
- Maddalena Grassano, ex velocista italiana (Alessandria, n. 1949)

## Senza attività specificata(3)
- Maddalena Sibilla di Brandeburgo-Bayreuth (Bayreuth, n. 1612 - Dresda, † 1687)
- Maddalena di Savoia, duchessa (n. 1510 - † 1586)
- Maddalena Sibilla di Sassonia-Weissenfels, duchessa tedesca (Halle, n. 1673 - Eisenach, † 1726)